# لینا فرانزیسکا فهرمان
لینا فرانزیسکا فهرمان (انگلیسی: Lina Franziska Fehrmann; ۱۱ اکتبر ۱۹۰۰ – ۱۰ ژوئن ۱۹۵۰) مدل نقاشی، و مدل اهل آلمان بود. وی در سال ۱۹۰۹ و در سن هشت سالگی با گروه هنرمندان معرفی شد و تا سال ۱۹۱۱ در آثار بی شماری از نقاشان به تصویر کشیده شد. برخلاف مدل‌های حرفه ای، فهرمان غالباً در حال حرکت به تصویر کشیده می‌شد.